# Pension Schöller
Pension Schöller ist ein Lustspiel von Wilhelm Jacoby und Carl Laufs aus dem Jahre 1890. Die Uraufführung fand am 7. Oktober 1890 in Berlin statt.

## Inhalt
Der Gutsbesitzer Klapproth möchte zu gerne einmal von seinem Neffen Alfred, den er dafür finanziell bei einer Geschäftsgründung zu unterstützen verspricht, eine Irrenanstalt von innen gezeigt bekommen und echte Irre erleben. Alfreds Freund Ernst Kissling empfiehlt ihm, seinem Onkel doch die Pension Schöller zu zeigen, deren Gäste ziemlich exzentrisch sind. Gutsbesitzer Klapproth, der die Gäste wirklich für Irre hält, amüsiert sich prächtig.
Die Situation eskaliert allerdings, als Klapproth, zurückgekehrt auf sein Gut, von diesen vermeintlichen Irren besucht wird.

## Aufführungsgeschichte
Im November des Uraufführungsjahres 1890 wurde das Stück von Theaterdirektor Karl Blasel für das Wiener Carltheater erworben.
In Österreich ist die Bearbeitung von Hugo Wiener für die Wiener Kammerspiele sehr bekannt, vor allem durch zwei Inszenierungen von Heinz Marecek die auch etliche Male im ORF ausgestrahlt wurden:
- 1978 u. a. mit Maxi Böhm, Alfred Böhm, Alexander Waechter, Cissy Kraner und Hugo Wiener
- 1994 u. a. mit Ossy Kolmann, Helmut Lohner, Alfred Reiterer und Martin Zauner

In Deutschland wird Pension Schöller in unzähligen Theatern, auch in einer großen Zahl von Amateurtheatern, aufgeführt.

## Theater-Produktionen auf DVD

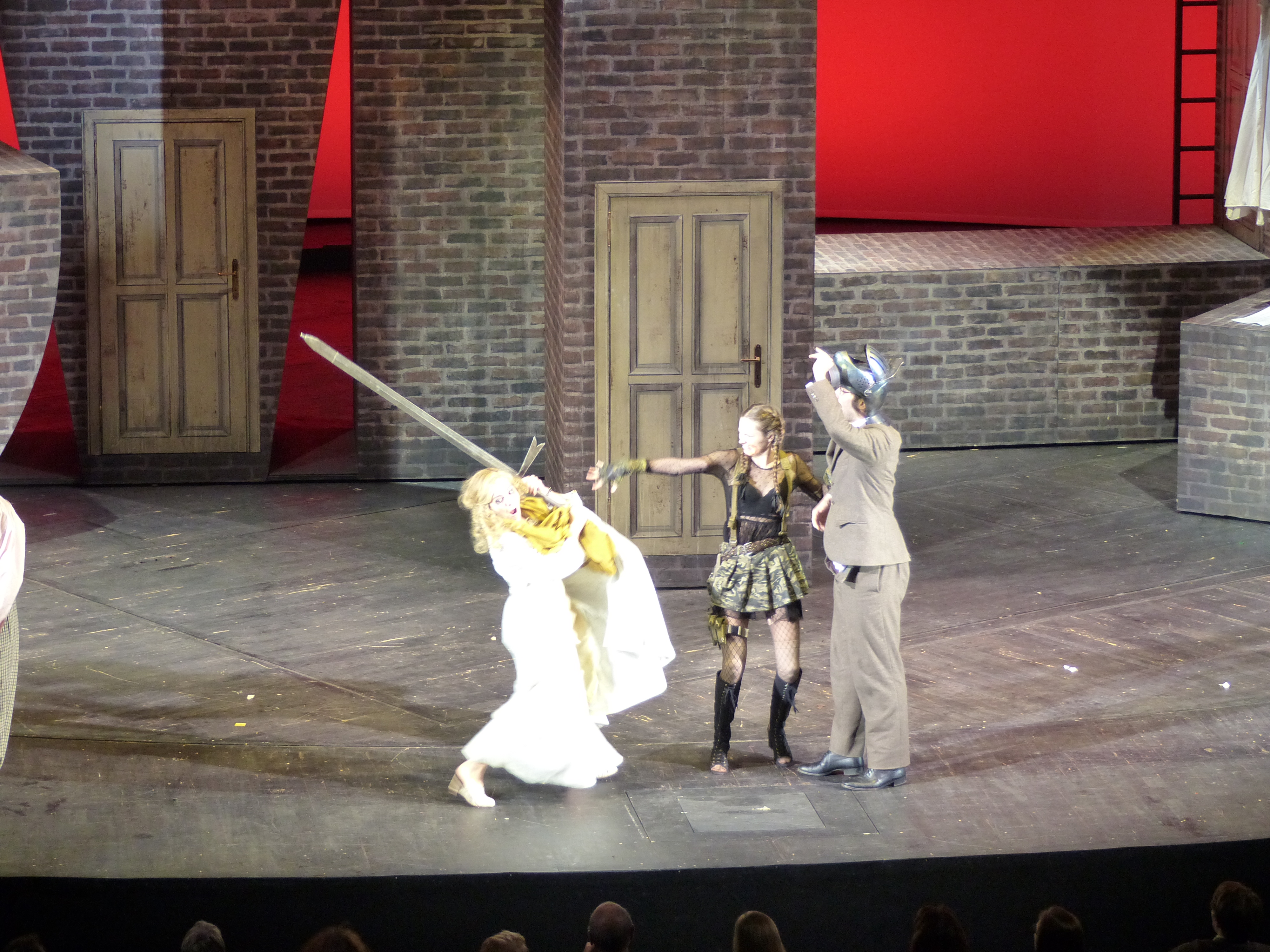
Burgtheater – 18. Dezember 2016

- 1978, mit Maxi Böhm, Alfred Böhm, Alexander Waechter, Cissy Kraner, Hugo Wiener, Regie: Heinz Marecek, Aufzeichnung aus den Wiener Kammerspielen, erschienen als #09 der Edition Josefstadt bei Hoanzl
- 1993, mit Willy Millowitsch, Ruth Brück, Karin Pittner, Eugen May, Barbie Millowitsch-Steinhaus, Regie: Karl Wesseler, Aufzeichnung aus dem Millowitsch-Theater Köln, erschienen 2012 bei KNM Home Entertainment GmbH
- 1994, mit Ossy Kolmann, Helmut Lohner, Alfred Reiterer, Martin Zauner, Regie: Heinz Marecek, Aufzeichnung aus den Wiener Kammerspielen, erschienen als #44 der Edition Josefstadt bei Hoanzl

## Verfilmungen
Es gibt drei Verfilmungen mit Georg Jacoby als Regisseur:
- 1930, siehe Pension Schöller (1930)
- 1952, siehe Pension Schöller (1952)
- 1960, siehe Pension Schöller (1960)

## Fernsehen
(jeweils Erstausstrahlung)
- 8. Dezember 1956 ARD, mit Willy Millowitsch und Elsa Scholten, Regie: Hermann Pfeiffer
- 4. Juli 1965 ARD, mit Willi Rose und Flory Jacobi, Regie: Erich Neureuther
- 31. Dezember 1968 ARD, mit Willy Millowitsch, Elsa Scholten und Lucy Millowitsch, Regie: Fred Kraus (Aufzeichnung aus dem Millowitsch-Theater), Köln
- 13. Juli 1976 ZDF, mit Inge Landgut, Paul Esser, Uschi Bour, Karin Mumm, Matthias Grimm, Siegfried Grönig, Marianne Berendsdorf, Marina Genschow, Ulrich del Mestre, Eric Vaessen, Regie: Erich Neureuther
- 31. Dezember 1978 ORF, mit Helly Servi und Maxi Böhm, Regie: Heinz Marecek
- 6. Januar 1980 ZDF, mit Harald Juhnke, Günter Pfitzmann, Brigitte Mira, Maria Sebald, Wolfgang Völz, Wolfgang Kieling und Edeltraut Elsner, Regie: Wolfgang Spier
- 1993, mit Willy Milowitsch, Peter Millowitsch, Walter Hoor, Regie: Karl Wesseler
- 25. Dezember 1997 MDR, Pension Schöller (1997), mit Achim Wolff, Winfried Glatzeder, Herbert Köfer, Friedrich Schoenfelder und Elisabeth Wiedemann, Regie: Jürgen Wölffer
- 2005, mit Manfred Bettinger, Uta Stammer, Wilfried Dziallas und Heidi Mahler, Regie: Klaus Bertram (Aufzeichnung aus dem Ohnsorg-Theater), Hamburg
- 2015, im Bayerischen Rundfunk aus der Comödie Fürth mit Volker Heißmann und Martin Rassau, Regie: Martin Rassau, in einer Bearbeitung von Stephanie Schimmer

## Hörspiele
- 1925, mit Hermann Beyer, Lotte Schloß, Leonie Bornhorst, Rosi de Groot, Egon Salten, Karl Pündter, Paul Ellmar und Max Pratsch, Regie: Hermann Beyer – Produktion: Nordische Rundfunk AG
- 1926, mit Jakob Tiedtke, Grete Bäck, Lore Braun, Charlotte Hagenbruch, Wolfgang Zilzer, Fritz Kampers und Johannes Riemann, Regie: Alfred Braun – Produktion: Funk-Stunde AG (Berlin), Sendespielbühne – Abteilung: Schauspiel
- 1927, keine Sprecher angegeben, Regie: Rudolf Rieth – Produktion: Westdeutsche Rundfunk AG
- 1963, in der Sendereihe Seinerzeit ausverkauft, mit Heinz Erhardt, Annemarie Holtz, Ilselore Eberhard, Hans Clarin, Erik Schumann, Hanns Ernst Jäger und Eva L’Arronge, Regie: Heinz-Günter Stamm – Produktion: Bayerischer Rundfunk, Laufzeit 74'25 Minuten
- 1985, mit Rolf Ludwig, Marianne Wünscher, Juliane Korén, Daniel Minetti und Arno Wyzniewski, Komposition: Reiner Bredemeyer, Regie: Norbert Speer – Produktion: Rundfunk der DDR, Laufzeit 55'09 Minuten

Beide Tondokumente sind erhalten.